# .am
‎.am‏ دامنه اینترنتی کشور ارمنستان است.